# Industrieverband Garten
Der Industrieverband Garten (IVG) e.V. mit Sitz in Düsseldorf ist der Zusammenschluss von etwa 150 am deutschen Markt aktiven Unternehmen der Gartenindustrie. Der Verband wurde im Jahr 1973 in Düsseldorf gegründet. Vorsitzender des Verbandes ist seit 2016 Christoph Büscher von der Firma Hauert MANNA Düngerwerke GmbH. Logo des Verbandes ist ein stilisiertes grünes vierblättriges Kleeblatt.

## Ziele und Aktivitäten
Der Industrieverband Garten (IVG) e.V. vertritt seit über 50 Jahren die Interessen der Hersteller von Gebrauchs- und Verbrauchsgütern in der Gartenbranche für den Hobby- und den Profimarkt. Es werden rund 150 Mitgliedsunternehmen (Stand 01/2024) in sechs Fachabteilungen vertreten. 
Der IVG sieht sich als Schnittstelle zu relevanten Vertriebskanälen, Behörden und den eigenen Mitgliedsfirmen. Er fungiert als Interessensvertretung und nimmt in dieser Funktion aktiv Stellung zu politischen Diskussionen. Neben der Beratung der Mitgliedsfirmen werden Marktdaten bereitgestellt. In seiner Öffentlichkeitsarbeit kommuniziert der Verband zum Thema Garten. 
Der IVG bietet mit Arbeitskreisen oder Seminaren einen Wissenstransfer an und organisiert ebenfalls eigene Tagungen. Des Weiteren tritt der Verband aktiv auf Messen in der Gartenbranche auf und ist ideeller Träger der spoga+gafa. Weitere Messeauftritte hat der Verband auf der Internationalen Pflanzenmesse in Essen (IPM) und der GaLaBau Nürnberg. 

## Geschichte
Der Verband wurde im Jahr 1973 auf Initiative von 15 Unternehmen unter dem Namen „Industrievereinigung Gartenbedarf“ gegründet. Gründungsmitglieder waren unter anderen die Unternehmen AL-KO, Stihl, Gardena, Kettler, Compo, Wolf Garten, Sabo, John Deere und Black & Decker.
Im Jahr 2000 schloss sich der Bundesverband Torf- und Humuswirtschaft (BTH) mit dem IVG zusammen. Seit einer Namensänderung im Jahr 2003 trägt der Verband seinen heutigen Namen. 
2012 wurde die Fachgruppe Forst-, Garten- und Rasenpflegegeräte in den Verband integriert und im Jahr 2016 ging die Interessenvertretung der deutschen Industrie für Gartenbau (INDEGA) als sechste Fachabteilung Profigartenbau im IVG auf.

## Gremien
Die Organe des Verbandes sind: 
- Die Mitgliederversammlung als oberstes Beschlussorgan des IVG muss mindestens einmal im Jahr zu einer ordentlichen Sitzung zusammentreten.
- Der Geschäftsführende Vorstand besteht aus dem Vorsitzenden und den zwei gleichberechtigten Stellvertretern sowie dem Schatzmeister; er wird auf Vorschlag des Gesamtvorstandes oder einzelner Mitglieder durch die ordentliche Mitgliederversammlung gewählt.
- Der Gesamtvorstand des Verbandes bilden die Mitglieder des Geschäftsführenden Vorstandes sowie die Sprecher und stellvertretenden Sprecher der Fachabteilungen.
- Die Fachabteilungen

## Fachabteilungen
Garten Lifestyle
- Gartenmöbel
- Pflanzgefäße
- Grillen und Outdoor-Cooking
- Gartendekoration
- Bewässerungstechnik
- Holz im Garten
- Frühbeete und Anzuchthilfen
- Wasser im Garten

Garten- und Rasenpflegegeräte
- Rasenpflege
- Bodenbearbeitung
- Outdoor-Reinigung
- Forst- und Baumpflege

Lebendes Grün
- Lebendes Grün Outdoor
- Lebendes Grün Indoor
- Saatgut und Blumenzwiebeln

Pflanzenernährung, -gesundheit und -pflege
- Organische, organisch-mineralische und mineralische Düngemittel
- Bodenhilfsstoffe
- Pflanzenhilfsmittel
- Pflanzenschutz- und -pflegemittel
- Pflanzenstärkungsmittel
- Biozid-Produkte
- Biostimulanzien

Profigartenbau
- Gewächshausbau und -einrichtungen
- Klima-, Licht- und Bewässerungstechnik
- Digitale Kulturführung und Automatisierung
- Maschinen und Geräte
- Dünger, Substrate und Bodenhilfsstoffe
- Anzucht- und Kulturgefäße
- Klima- und Umweltanalytik

Substrate, Erden, Ausgangsstoff
- Kultursubstrate
- Blumenerden
- Organische Ausgangsstoffe
- Mineralische Ausgangsstoffe
- Bodenverbesserungsmittel